# Wahlkreis West Renfrewshire (Schottisches Parlament)
| West Renfrewshire                    |
| ------------------------------------ |
| West Renfrewshire · West of Scotland |
| Gebildet                             |
| 1999                                 |
| Abgeschafft                          |
| 2011                                 |
| Regionen                             |
| Inverclyde Renfrewshire              |

West Renfrewshire war ein Wahlkreis für das Schottische Parlament. Er wurde 1999 als einer von neun Wahlkreisen der Wahlregion West of Scotland eingeführt, die im Zuge der Revision der Wahlkreise im Jahre 2011 neu zugeschnitten und in West Scotland umbenannt wurde. Hierbei wurde der Wahlkreis West Renfrewshire abgeschafft. Er umfasste Gebiete der Council Areas Inverclyde und Renfrewshire mit den Städten Erskine und Port Glasgow und entsandte einen Abgeordneten. Bei Zensuserhebung 2001 lebten insgesamt 67.320 Personen innerhalb seiner Grenzen.

## Wahlergebnisse

### Parlamentswahl 1999
| Ergebnisse der Parlamentswahl 1999 | Ergebnisse der Parlamentswahl 1999 | Ergebnisse der Parlamentswahl 1999 | Ergebnisse der Parlamentswahl 1999 |
| Partei                             | Kandidat                           | Stimmen                            | %                                  |
| ---------------------------------- | ---------------------------------- | ---------------------------------- | ---------------------------------- |
| Labour                             | Patricia Godman                    | 12.708                             | 37,3                               |
| SNP                                | Colin Campbell                     | 9815                               | 28,8                               |
| Conservative                       | Annabel Goldie                     | 7243                               | 21,3                               |
| Liberal Democrats                  | Neal Ascherson                     | 2659                               | 7,8                                |
| Parteilos                          | Allan McGraw                       | 1136                               | 3,3                                |
| Social Workers                     | Patrick Clark                      | 476                                | 1,4                                |
| Wahlbeteiligung: 34.037 (64,89 %)  |                                    |                                    |                                    |

### Parlamentswahl 2003
| Ergebnisse der Parlamentswahl 2003 | Ergebnisse der Parlamentswahl 2003 | Ergebnisse der Parlamentswahl 2003 | Ergebnisse der Parlamentswahl 2003 | Ergebnisse der Parlamentswahl 2003 |
| Partei                             | Kandidat                           | Stimmen                            | %                                  | ±                                  |
| ---------------------------------- | ---------------------------------- | ---------------------------------- | ---------------------------------- | ---------------------------------- |
| Labour                             | Patricia Godman                    | 9671                               | 34,1                               | −3,2                               |
| SNP                                | Bruce McFee                        | 7179                               | 25,4                               | −3,4                               |
| Conservative                       | Annabel Goldie                     | 6867                               | 24,3                               | +3,0                               |
| Liberal Democrats                  | Alison King                        | 2902                               | 10,3                               | +2,5                               |
| Socialist                          | Gerry MaCartney                    | 1683                               | 6,0                                | +6,0                               |
| Wahlbeteiligung: 28.302 (55,53 %)  |                                    |                                    |                                    |                                    |

### Parlamentswahl 2007
| Ergebnisse der Parlamentswahl 2007 | Ergebnisse der Parlamentswahl 2007 | Ergebnisse der Parlamentswahl 2007 | Ergebnisse der Parlamentswahl 2007 | Ergebnisse der Parlamentswahl 2007 |
| Partei                             | Kandidat                           | Stimmen                            | %                                  | ±                                  |
| ---------------------------------- | ---------------------------------- | ---------------------------------- | ---------------------------------- | ---------------------------------- |
| Labour                             | Patricia Godman                    | 10.467                             | 35,9                               | +1,8                               |
| Conservative                       | Annabel Goldie                     | 8289                               | 28,5                               | +4,2                               |
| SNP                                | Bill Wilson                        | 8167                               | 28,0                               | +2,6                               |
| Liberal Democrats                  | Simon Hutton                       | 2206                               | 7,6                                | −2,7                               |
| Wahlbeteiligung: 29.129 (57,36 %)  |                                    |                                    |                                    |                                    |